# 蓝毗尼省
藍毗尼省（Lumbinī pradēśa）是尼泊爾七個省之一，於2015年9月20日尼泊爾採納新憲法而成立。藍毗尼省面積22,288平方公里，約佔全國15.1%。省會議於2020年10月6日採納了藍毗尼省作為永久名稱，並將德庫爾定為首府
。藍毗尼省北面連接甘達基省和格爾納利省，西接遠西省，南接印度北方邦。藍毗尼省內有5個主要城市，包括布德沃爾、錫陀塔那迦、尼泊爾根傑、戈拉伊及杜爾西布爾。